# マツン
マツン（アルメニア語: մածուն, ラテン文字転写: matsun）またはマツォーニ（ジョージア語: მაწონი, ラテン文字転写: mats'oni）は、アルメニア起源の発酵乳製品であり、コーカサス料理、特にアルメニア料理とジョージア料理で見られる。ヨーグルトに非常に似ている。
マツンはLactobacillus delbrueckii subsp. bulgaricusおよびStreptococcus thermophilus乳酸菌を利用して作られる。
マツンは牛乳（大部分）、ヤギの乳、ヒツジの乳、バッファローの乳、あるいはそれらの混合物から作られる。以前作ったマツンを利用しても作られる。

## 語源
この乳製品の名称はアルメニア語の "matz"（酸っぱい、のり）に由来する。マツンは中世アルメニアの著作家、例えばグリゴル・マギストロス（11世紀）、エルズンカのホヴハンネス（13世紀）、タテブのグリゴル（14世紀）らによって広く言及されている。グリゴル・マギストロスがこの単語の正しい語源を記している。